# 真斑似天竺魚
真斑擬天竺魚（學名：Apogonichthyoides euspilotus），又稱真斑似天竺鯛，為輻鰭魚綱鈎頭魚目天竺鯛科擬天竺魚屬下的一個種，分布於西太平洋新喀里多尼亞海域，深度0至2公尺，本魚體延長，長橢圓形，體稍側扁，頭大、眼大，口大且斜裂，頜齒細小，鋤骨和腭骨通常具齒，舌上無齒，前鰓蓋骨脊平滑，體被弱櫛鱗，背鰭2個，身體有許多小黑點，眼睛下方有寬闊的深色斑紋，從眼睛到鰓蓋開始處，有一個深色斑塊，背鰭硬棘8-9枚、背鰭軟條9枚、臀鰭硬棘2枚、臀鰭軟條8枚，體長可達6公分，棲息在礁石區，屬肉食性，以小型無脊椎動物為食，夜行性，繁殖期時，雄魚具有口孵習性，卵約7日化成仔魚，由雄魚吐出，具短暫的仔魚飄浮期，生活習性不明。